# لواشک
لواشک یک خوراکی و با مزه ترش، شیرین، ملس و شور ایرانی موجود است که از شیرهٔ غلیظ‌ شده و قوام‌آمدهٔ میوه‌هایی همچون آلوچه، زردآلو ،آلو، سیب، قیسی، کیوی و امثال آن تهیه می‌شود و همچون لواش آن را پهن و نازک می‌کنند تا خشک شود
امروزه با توجه به توسعه صنایع غذایی روش‌های تهیه لواشک هم تحول یافته و نمونه‌های نوین این محصول با نظارت بهداشتی به بازار عرضه می‌شود.

## لواشک چیست؟
لواشک در واقع نوعی عصارهٔ گرفته‌شده از میوه‌ها است که متخصصان تغذیه به آن «اکستراکت» می‌گویند و با خشک کردن به دست می‌آید. خشک کردن از ساده‌ترین و متداول‌ترین روش‌های نگهداری مواد غذایی است که عمری به اندازهٔ تمدن بشر دارد و امروزه در کشورهای مختلف به شکل‌های گوناگون از روش‌های سنتی تا الگوهای صنعتی برای خشک کردن بکار می‌رود.

## منشأ لواشک‌ها
لواشک اولین بار در ایران درست شد و خوشمزه‌ترین لواشک برای کشور ایران است.